# Giovan Battista Pioda
Giovan Battista Pioda (* 13. Dezember 1786 in Locarno; † 29. Juni 1845 in Lugano) war ein Schweizer Anwalt, Militär, Politiker, Grossrat und Staatsrat.

## Biografie
Giovan Battista wurde als Sohn des Giovan Battista, Kaufmann aus Locarno, und der Francesca Bustelli geboren. Er begann als Handelsmann und diente 1816–1820 und 1822 als Major in einem in Holland kapitulierten Schweizerregiment. Er kehrte 1824 in die Heimat zurück und war Inspektor der 2. tessinischen Division, dann Oberinstruktor der Tessinermilizen, 1828 eidgenössischer Oberstleutnant, Tessiner Grossrat 1814–1815, 1820–1830, 1839–1845. 
Er war Tagsatzungsgesandter 1826, 1828 und 1833 sowie 1824–1838 Staatsrat. Bis zur Verfassungsreform von 1830 stand er politisch im Schatten des Landammanns Giovanni Battista Quadri. Er gründete 1832 den tessinischen Schützenverein.
Sein gleichnamiger Sohn, Giovanni Battista Pioda war Bundesrat und Schweizer Gesandter in Italien. Sein ebenfalls gleichnamiger Enkel Giovanni Battista Pioda war Schweizer Diplomat und war unter anderem auch Schweizer Gesandter in Italien.